# 108P/Ciffréo
108P/Ciffréo, komet Jupiterove obitelji.